# 楊杲 (成化進士)
楊杲（1442年—1501年），字孟暉，湖廣龍陽縣人，四川成都前衛軍籍，治《詩經》。

## 生平
五月初十日生，行一，由國子生中式四川鄉試第三十九名舉人，會試中式第一百七十名。年三十四歲中式成化十一年乙未科第二甲第八十八名進士。

## 家族
曾祖楊壽通；祖楊斌；父楊昇；母趙氏；繼母戴氏。具慶下，妻沈氏，弟枲；榮；棨。